# Stop Bild Sexism
Stop Bild Sexism war eine Kampagne gegen die Objektifizierung von Frauen bei Bild, der auflagenstärksten Tageszeitung in Deutschland. Hauptziel der Kampagne war es, Bild zu überzeugen, keine Bilder von „Bild-Girls“, d. h. von halbnackten Models, mehr zu veröffentlichen. Die Kampagne war Teil des Vereins Gender Equality Media e. V. (GEM), der anknüpfend an die Kampagne im Dezember 2015 gegründet wurde und gegen sexistische Berichterstattung in deutschen journalistischen Medien vorgeht. Sie forderte außerdem, dass die Zeitung auf dieselbe Weise über Frauen und Frauenthemen berichten soll, wie sie es bei Männern tut. 2018 gab der damalige Chefredakteur Julian Reichelt bekannt, keine eigenen Oben-Ohne-Produktionen mehr in Auftrag zu geben.

## Verlauf der Kampagne
Stop Bild Sexism wurde von der englischen Kampagne No More Page 3 inspiriert, die an The Sun, eine britische Zeitung, appelliert, auf Oben-ohne-Bilder von Frauen zu verzichten.  Die Kampagne begann im Oktober 2014, als Kristina Lunz, damals Masterstudentin an der University of Oxford, eine Petition auf Change.org mit der Forderung an den damaligen Bild-Chefredakteur, Kai Diekmann, auf das Oben-ohne-„BILD-Girl“ zu verzichten, veröffentlichte. Die Petition wurde auf Twitter unter dem Hashtag #BILDsexism diskutiert.
Ursprünglich war das BILD-Girl auf der Titelseite der Bild-Printausgabe abgebildet. 2012 änderte sich dies. Die Oben-ohne-Fotos wurden aber nicht abgeschafft, sondern in das Innere der Zeitung verschoben und weiterhin in der Onlineausgabe gezeigt. Am 17. September 2014 veröffentlichte Bild Fotos der Dekolletés von sechs in der deutschen Öffentlichkeit stehenden Frauen und forderte die Leserschaft auf, die Dekolletés zu bewerten. Für Stop Bild Sexism verdeutlicht dieses Beispiel das Verhaltensmuster der Zeitung, Frauen zu objektifizieren und Sexismus zu normalisieren.
Dabei betonten die Kampagnen-Initiatorinnen, es komme bei medialem Sexismus nicht nur auf das Abbilden nackter Haut an, sondern auf den Kontext, insbesondere welche Darstellungen und Rollenbilder in Bezug auf Frauen überwiegen: „Das ständige Abbilden von Frauen mit Staubsaugern oder Gurkenmasken im ‚Ratgeber‘-Teil ist ebenso sexistisch wie ‚Unter den Rock‘-Fotos oder Bikini-Fotos im ‚Unterhaltungs‘-Ressort“.
Die Kampagne berief sich auf Studien, die bestätigen, dass eine ständige einseitige und klischeehafte mediale Darstellung von Frauen Alltagssexismus unterstützt und zu sexueller Belästigung von Frauen führen kann. In Deutschland erleben 40 % aller Mädchen und Frauen sexuelle und/oder körperliche Gewalt. Lunz beschrieb die Berichterstattung der BILD hinsichtlich sexueller Belästigung zudem als „sexistisch und voyeuristisch“.
Im Dezember 2015 wurde Stop Bild Sexism Teil des in München gegründeten gemeinnützigen Vereins Gender Equality Media e. V. (GEM), dessen Ziel es ist, nicht nur gegen den Sexismus in der BILD-Zeitung, sondern generell gegen sexistische Berichterstattung in deutschen journalistischen Medien vorzugehen. Die Kampagnenleiterin ist Penelope Kemekenidou.

## Reaktionen
Kai Diekmann (Bild-Chefredakteur 2001–2015) reagierte mehrmals auf die Kampagne. Unter anderem forderte Diekmann die Kampagnengründerin auf, ihm mehr BILD-Girls zu beschaffen.
Als Tanit Koch 2016 als erste Frau den Chefredakteurposten von Bild besetzte, rief die Kampagne sie dazu auf, den Sexismus bei Bild zu beenden. In einem Interview betonte Koch, Deutschland habe bereits ein modernes Geschlechterbild, und antwortete: „Wissen Sie, ich gönne jedem seine Selbsthilfe-Gruppe, aber deshalb muss ich sie nicht immer ernst nehmen.“
Unter dem neuen Chefredakteur Julian Reichelt distanzierte sich Bild am 12. März 2018 vom BILD-Girl: „Wir werden keine eigenen Oben-ohne-Produktionen von Frauen mehr zeigen“. Bild begründete diese Entscheidung mit dem Gefühl, „dass viele Frauen diese Bilder als kränkend und herabwürdigend empfinden, sowohl bei uns in der Redaktion, aber auch unter unseren Leserinnen“. Dennoch sollen Nacktfotos, „über die das Land spricht“, weiterhin von Bild veröffentlicht werden.
Die Redaktionsleiterin von Gender Equality Media, Britta Häfemeier, begrüßte den Schritt, das BILD-Girl abzuschaffen, warnte jedoch auch vor zu viel Optimismus: „Bild wird [...] weiterhin nackte Frauen drucken und sie objektifizieren, sei es das Paparazzifoto einer Schauspielerin oder die Bewertung des Äußeren von Olympionikinnen.“

## Unterstützung
Bis 2018 wurde die Petition von Stop Bild Sexism von über 58 000 Personen unterschrieben.
Die Kampagne wurde vom Deutschen Frauenrat, von Selmin Çalışkan (Generalsekretärin von Amnesty International Deutschland), Bundestagspräsidentin a. D. Rita Süssmuth, Henrike von Platen (Business and Professional Women Germany e.V.) und von den Mitgliedern des Deutschen Bundestags Gesine Agena, Annalena Baerbock, Ekin Deligöz, Katja Dörner, Elke Ferner, Maria Flachsbarth, Britta Haßelmann, Anton Hofreiter, Katja Kipping, Markus Kurth, Sylvia Kotting-Uhl, Renate Künast, Birgit Kömpel, Katja Mast, Cornelia Möhring, Ulli Nissen, Cem Özdemir, Sönke Rix, Ulle Schauws, Dorothee Schlegel und Frithjof Schmidt unterstützt.
Sie wurde außerdem von den Mitgliedern des Europa-Parlaments Ska Keller, Maria Noichl, Terry Reintke und Monika Vana sowie von mehreren Stars, darunter die Sängerin und Schauspielerin Jasmin Tabatabai sowie die Schauspielerinnen Julia Thurnau und Nina Kronjäger, und von Organisationen wie Pinkstinks Germany und UN Women Deutschland unterstützt.